# Liste der Bodendenkmale in Hollingstedt (Treene)
In der Liste der Bodendenkmale in Hollingstedt sind die Bodendenkmale der Gemeinde Hollingstedt nach dem Stand der Bodendenkmalliste des Archäologischen Landesamts Schleswig-Holstein von 2016 aufgelistet. Die Baudenkmale sind in der Liste der Kulturdenkmale in Hollingstedt (Treene) aufgeführt.
| Denkmal-ID           | Befundart          | Bezeichnung                                    | Zeitstellung    | Lage | Bemerkungen | Bild |
| -------------------- | ------------------ | ---------------------------------------------- | --------------- | ---- | --- | ---- |
| aKD-ALSH-Nr. 003 762 | Befestigung > Wall | Landwehr/Wall/Schanze/Panzergraben „Krummwall“ | Frühmittelalter |      | Komplex aus Danewerk mit Krummwall, Hauptwall, Nordwall und Verbindungswall sowie Haithabu mit Halbkreiswall, Hafen, Hochburg, Südsiedlung und Südgräberfeld |      |